# モルタザー・モタッハリー
モルタザー・モタッハリー（ペルシア語: مرتضی مطهری、英語: Morteza Motahari、1919年 - 1979年5月1日）は、20世紀イランの十二イマーム派の宗教指導者であり学者。
1979年のイラン革命期に、革命へと民衆を導いた存在として知られる。ホラーサーン州の村に生まれ、州都マシュハドに学んだのち、ゴムの神学校へ進学した。ゴムでは、モハンマド・ホセイン・タバータバーイーやルーホッラー・ホメイニーに学んだ。1954年にテヘラン大学神学部教授となり、イスラーム哲学を講じる。63年には、ホメイニーの指導による反王政運動に参加したため投獄される。ホメイニーの彼への信頼は厚く、革命成就後にはイスラーム革命評議会議長に任命された。1979年の5月1日に反聖職者支配を標榜する過激派グループのフォルガーンの一員により暗殺された。伝統的イスラーム哲学の研究者でありながら、現実の社会問題に強い関心を持ち続け、ウラマーとして果すべき社会的役割を問い、かつ実践した。

## 生涯

### 誕生〜青年期
モタッハリーは1919年、マシュハドのホラーサーン州の南に位置するファリーマーンという村で次男として生まれた。彼の家系は宗教学者であった。
モタッハリーの祖父にあたるアリーは、19世紀末にマシュハドからファリーマーンに移住してきた。モタッハリーの父親は非常に正直な人物で、特に金銭には厳格であった。
モタッハリーは、5歳頃に書物に興味を示し始め、父の書斎にこっそり入り込んでいた。他の子供のように子供らしい遊びをすることがなかったので、両親は心配していたという。
10歳になると、伝統的なイスラームの学問を学び始めた。そして13歳の時に、長男とともにマシュハドのエブダール・ハーン宗教学校という学校で2年間宗教の学生として修学した。
この1930年代のイランは、1979年に崩壊したパフラヴィー朝の創始者、レザー・シャーの時代であった。この人物は統治の初期においては、イラン社会に隠然たる影響力を持つウラマーの力を利用する政策を採ったものの、いったん自らの権力の基盤が据えられたとするや否や、イラン民族主義の名のもとに反イスラームの立場を鮮明にした。女性のチャードルの禁止、洋服の採用などが典型的な政策であった。八代目イマームの廟があり、国内最大の聖地マシュハドにおいても、その影響がみられた。
モタッハリーはマシュハドに2年間滞在した後、故郷のファリーマーンに戻った。故郷に戻ってからは読書に時間を費やした。1936または1937年、17〜18になった彼は、当時シーア派世界で注目を受け始めていた宗教研究の中心地、ゴムの町へ行く決心をした。この町はシーア派世界で特異な位置を占めてきた。
モタッハリーはこの町で宗教的学問を研鑽する決意を固めたが、周囲はこれに反対した。当時のイランはレザー・シャーの反宗教的、民族主義的政策によって、宗教者として身を立てることが極めて困難であったからである。当時は、マスジェドは閉鎖され、宗教家であった者も職業を変え、政府の役人になったりするような時代であった。特に、母親は息子にファリーマーンを離れて欲しくなかった。

### ゴムでの時代と恩師
ゴムの神学校では、新しい時代に適合した学問が議論される雰囲気があった。設立者ハーエリーは、1891年〜1892年の反タバコ利権闘争に始まり、1905年〜1911年の立憲革命、第一次世界大戦、さらにこの時代に一貫してみられる英国ロシアを中心とする帝国主義諸国の侵略や確執を経験していたため、実践的な対応策を考案していた。
ゴムに移ってからの１、２年間は、まともに居住する部屋も得られないほどであったため、病気に罹った。回復後の1941年には、弟をゴムに誘っている。1937年から1952年に至るゴム滞在は、実質的に哲学者・思想家モルタザー・モタッハリーが形成された時期である。この時期に、テヘラン移住ごの活動の中身がほぼ全て具体的な形で現れている。これが可能になったのは、何より生涯を共有するホメイニー、ボルージェルディー、モハンマド・ホセイン・タバータバーイーといった恩師や学院での友人たちに出会ったことである。
モタッハリーの第一の師はホメイニーであった。ホメイニーの最も得意とした学問は倫理学および神智学であった。彼は若い頃から哲学や神智学に強い関心を示していた。特にモッラー・サドラーへの傾倒は顕著であり、とりわけ「完璧な人間(ensan al-kamel)」の概念に基づく「ウィラーヤ(イマームの代理職)」理解は重要である。「完全な人間」とは、人間は神の法(シャリーア)の導きに従って自己を鍛錬することにより、完全になれるという信念に基づいている。すなわち、人間は完璧な状態に至るまで四つの階梯を経る。つまり①人間を離れ神に至り、②神にあって神とともにいる(ファナー)、③②を経験した修行者は、以前の自分とは全く異なった状態で再び人間の社会に戻る④このように、人間は紙の性格を獲得し、しかもその性質を用いて他の人々を援助する、という考えである。重要な点は、モタッハリーの師ホメイニーは通常考えられているような政治的過激主義者では決してなく、むしろ彼の基盤は哲学や神智学に裏付けられたウィラーヤの思想であった。彼の思想的傾向は1963年の事件を経て、強い政治性を帯びるようになった。ホメイニーも弟子モタッハリーの講演や著作もまた、同様の特徴がみられる。
モタッハリーが法学の分野で強い影響を受けたのは、設立者ハーエリーの没後ゴムに定住することになったボルージェルディーである。この人物は、イラン西部の州に位置するロレスターんなるボルージェルドに生まれた法学者であった。多くの弟子の教育に従事し、1961年に他界するまで、特に法学の分野で令明が高かった。同時に高い倫理性を持つ人物としても知られていた。彼は、19世紀半ばに制度化された単一のマルジャア・アッ＝タクリード(習従の源泉)と言われるシーア派学界で広範な影響力を持っていた。その一方で政治に対しては終始慎重な態度を保持し続けた。このような態度は宗教学者が伝統的に保ち続けたものであって、先述のハーエリーにも当てはまる。
タバータバーイーも、モタッハリーの人生の師の一人であった。モタッハリーの哲学思想を支える二本の太い柱、すなわち神智学と西洋近代哲学に関する深い造詣がこの人物とか変わっている。唯物主義、特に西洋の無神論に対する論駁は、モタッハリーの生涯における最大の関心ごとであった。
これまでに述べた三人の恩師の他に、シーラーズィーという人物もモタッハリーの生涯に大きな影響を与えた。この人物は『雄弁の道』という書物の奥義を伝授したことで知られる。『雄弁の道』とは、12イマームシーア派で認められた12名のイマームの中で初代の位置を占めるアリーの説教、演説、手紙などが収められた書物であり、シーア派信者にとってはクルアーンに並ぶ重要性を持つ。モタッハリーは1941年の夏季休暇中にエスファハーンの町を訪れた時、この師とであい、師から『雄弁の道』を学んだ。モタッハリーは次のように述べている。「(シーラーズィーは)私が長い道のりで旅の荷物を縛り、一緒にいて恵みを受けるにふさわしい人物の一人でした。彼は自ら『雄弁の道』の体現者でしたし、『雄弁の道』は、彼の生命の奥深に入り込んでおりました。この人物の魂は「信者の長」の魂と結びつき、ぶつかり、結合していると感じました。私は常に思うのですが、まさしく私自身の魂の最大の源泉をこの偉大な人物の言葉とみなしております。(高貴なるアッラーの恵みが彼の上にあらんことを、さらに、清浄なる聖者と、無謬なるイマームたちと共にあらんことを)」
モタッハリーはゴムに移住してから、深刻な悩みの中に陥った。しかし、このような低迷した状態は神智学との出会いにとって脱出した。しかし次第にゴムの学院内部で、政治・学問上の指導権を巡って対立・抗争が見られるようになった。この対立は学生間のみならず、授業をめぐって教師と学生の対立としても現れた。やがてモタッハリーは躊躇しながらもゴムの町を去り、首都テヘランに向かう決意をした。

### テヘランでの活動期
モタッハリーは1951年に結婚し、翌年テヘランに移った。そして移住して2年経つと、テヘラン大学神学部で教授色に就いた。この環境の変化は、彼の人生の画期であった。なぜならこれまで宗教学者に囲まれたゴムの学院から、若い世俗的な知識人、学生、さらにバーザールの商人など、一般の信者と直接接することになったからである。
モタッハリーは大学で教鞭を執る傍ら、様々なイスラーム関係の集会で講演活動を行った。その活動を通じて、イスラームが今日抱える問題群と新しい時代に対応する方策について人々を啓蒙した。彼は講演の原稿の大半を出版した。彼の基本的関心は、一つは一般信者の啓蒙活動、他はウラマーの内的堕落に対する批判であり、これと表裏する自らの属する階層の改革であった。1964年にホメイニーが国外追放されて以降も、モタッハリーは政治活動に積極的に関わらず、彼の最大の関心であるイスラーム離れした人々(特に若年の知識人と学生)への啓蒙活動であった。モタッハリーがこのように政治に積極的に関与せず、自ら「手を汚さない」慎重な態度は、とかく彼の対抗者から厳しい批判を受けた。1963年から1964年の激動期を通して、ゴムでの反体制運動の苦い経験のせいか、彼はこれまで以上に知識人の啓蒙活動に精力を傾け始めた。そも最も重要な部分が、次のホセイニーイェ・エルシャードでの活動である。
ホセイニーイェ・エルシャードは、新しい時代に対応するために、主として若年の知識人にイスラームの新しい価値を認識させる教育機関として設立された。政治活動は一切その活動内容に含まれていない民間の教育機関であった。この期間は1963年、テントの講義室で始まり、1967年の冬、立派な講義室を持つ建物が新しく完成し、1968年1月14日、慈善組織として登録された。設立者はホマーユーン(Moḥammad Homayun)、アリーアーバーディー( 'Abd al-Ḥoseyn 'Alīabādī)、並びにミラーチー(Naser Mirachi Moqaddam)であった。同時に3名から構成される理事会が結成され、ホマーユーニーが会長、モタッハリーが副会長、さらにミーラーチーが会計監査であった。モタッハリーはこの色にさほどの関心を示したわけではなかったが、この教育機関の業務の重要な部分である、講演者の選定や出版事業に関しては並々ならぬ強い関心を持っていた。
エルシャードでの活動の初期、モタッハリーの関心は伝統墨守、頑迷固陋な宗教学者に対する挑戦、批判を含むものであった。したがって、彼が講演者として選んだ人物には、アリー・シャリーアティー父子などといった、極めて近代的教養を備えた人々が含まれていた。モタッハリーは、講演の内容を重視しており、講演者の聖俗の区別にたいしてあまりこだわりがないようであった。例えば、アリー・シャリーアティーは、後年ホメイニーに並ぶ革命運動のシンボルといわれたが、この人物はパリで博士号を取得した世俗的知識人であった。
しかし、70年頃を境にして、ホセイニーイェ・エルシャードの運営方針(特にミラーチーの「専横」)、並びにアリー・シャリーアティーの絶大な人気を背景にした過激な講演などが主因となり、モタッハリーは次第にエルシャードから距離をおくようになった。
モタッハリーにとって、ホセイニーイェ・エルシャードでの収穫は、ここで定期的に行った講演を通じて自らの依って立つ立場を一層明確にできた点であり、さらに具体的には出版の形でより広範な読者に自らの思索の成果を示すことができた点である。他方、ウラマー階層の中で近代主義的な視点から内部改革を目指してきたが、その過程で世俗的知識人の「逸脱」を直接体験することになった。
エルシャードを去ってからも、モタッハリーが積極的に反政府運動の前面に現れることはなかった。この間も国外追放中のホメイニーと密に連絡を取っていた一方で、この期間は、これまでと同様に指導的ウラマーの倫理の重要性、一般信者に対するイスラーム教育などに関する講演や著述に加えて、より明確に唯物主義(社会主義、共産主義のみならず西洋の無神論一般)批判を展開し始める。この批判は唯物主義全般に対する思想的なものであると同時に、西洋列強の「操り人形」であるパフラヴィー王朝支配者の批判を含蓄するものであった。さらに唯物主義の危険性に対する警告は、国内の社会主義・共産主義的政治運動家(トゥーデ党など)に対しても向けられた。確かにホメイニーは、反体制運動を成功させるために極限まで左翼勢力の力を利用する戦略をとっていた。しかし、ホメイニーもその弟子モタッハリーとともに、例えばモジャーヘディーネ・ハルク(人民聖戦団)のようなグループの危険性を早期から認識いていたのである。

### イラン革命
イラン経済は「石油ブーム」後急激に破綻し、徐々に革命的雰囲気が醸成された。そのさなか、1976年、モタッハリーはイラクのナジャフに留まっていたホメイニーを訪れ、指示を仰いだ。その翌年、モタッハリーは公権力によって公の場での説教を禁じられていたが、革命が本格化する1978年には革命指導者の一人として認められていた。同年暮れに、モタッハリーはホメイニーとか意見を行い、運動の最終的詰めに関する協議を行った。
1979年2月11日、革命は成就した。ホメイニーは15年に及ぶ国外追放の末、イランに帰還した。革命後モタッハリーはイスラーム革命評議会の一員として国政の運営に枢要な役割を果たすことを約束された。しかし、ホメイニーのイラン帰還から3ヶ月後の5月1日、とある集会に出席するために出かけたモタッハリーは、フォルガーンというグループの一員に殺害された。享年60歳であった。
彼の亡骸は、ゴムのハズラテ・マースーメ(ファーテメ)廟に埋葬された。

## 代表的な著作と講演

### 著作
- 1953『哲学原理と現実的方法』第1巻
- 1954『哲学原理と現実的方法』第2巻
- 1956『哲学原理と現実的方法』第3巻
- 1960『善き人々の話』第1巻
- 1964『20の講話』、『善き人々の話』第2巻
- 1966『イスラームにおける夫人の権利の法』
- 1969『イスラームと西洋における性倫理』
- 1971 『哲学原理と現実的方法』第5巻、『物質主義に至る原因』
- 1974『雄弁の道における旅』
- 1976『論文集』
- 1977『10の講話』
- 1980『秘密の散策』

### 講演
- 1962「アーシューラーの説話」
- 「マルジャであることと聖職者」
- 「月例講話」
- 1966「宗教の太陽は決して沈まない」
- 「人間と運命」
- 1967「人類の生活における不思議な授け」
- 1968「ヘジャーブの問題」
- 1969「ウンマの預言者」
- 「ヴァラーとヴェラーヤト」
- 「世界の神と世界」
- 1970「イスラームとイランの相互的貢献」
- 「アリーの興味と反発」
- 「神の公正」
- 「学習」
- 1975「マフディー(救世主)の蜂起と革命」
- 「殉教」
- 1976「歴史における人間社会の進化」
- 1978「イランとエジプトにおける焚書」
- 「神の世界観と物質的世界観」
- 「過去100年におけるイスラーム運動」
- 「イランにおける物質主義」
- 「人間と信仰」
- 「タウヒードの世界観」
- 「啓示と預言者性」
- 1979「クルアーンにおける人間」
- 「永遠の生命と来世の生活」
- 「倫理学と哲学」
- 「神智学と進学」
- 「イスラーム革命について」
- 「不和について」
- 「階級的立場に関するイスラームの見解」
- 1980「社会と歴史」
- 「イスラーム革命に関する話」
- 「経済に関する議論」
- 「人生の目的」
- 「聖戦」
- 「クルアーン入門：ハマド、バカラの章」
- 「クルアーン入門：クルアーンを知る」
- 「法学原理、法学」、「哲学論考」